# Résolution 51 du Conseil de sécurité des Nations unies
Membres permanents
- Chine
- États-Unis
- France
- Royaume-Uni
- URSS

Membres non permanents
- Argentine
- Belgique
- Canada
- Colombie
- Syrie
- RSS d'Ukraine

Résolution no 50 Résolution no 52
La résolution 51 du Conseil de sécurité des Nations unies  est une résolution du Conseil de sécurité des Nations unies adoptée le 3 juin 1948.
Cette résolution relative à la question Inde - Pakistan :
- Réaffirme ses résolutions 38, 39 et 47 ;
- Prescrit à la commission spécialisée des Nations unies de se rendre sur les lieux pour vérifier l'application des prescriptions de la résolution 47 ;
- Prescrit à la même commission d'examiner les questions soulevées par le Pakistan.

La résolution a été adoptée en pièces ; aucun vote n'a eu lieu sur la résolution dans son ensemble.
Les abstentions sont celles de la Chine, de la république socialiste soviétique d'Ukraine et de l'Union des républiques socialistes soviétiques.

## Texte
- Résolution 51 sur fr.wikisource.org
- Résolution 51 sur en.wikisource.org